# Geissois imthurnii
Geissois imthurnii är en tvåhjärtbladig växtart som beskrevs av William Bertram Turrill. Geissois imthurnii ingår i släktet Geissois och familjen Cunoniaceae. Inga underarter finns listade i Catalogue of Life.